# Shinhidaka, Hokkaidō
Shinhidaka (新ひだか町 Shinhidaka-chō) là thị trấn thuộc huyện Hidaka, phó tỉnh Hidaka, Hokkaidō, Nhật Bản. Tính đến ngày 1 tháng 10 năm 2020, dân số ước tính thị trấn là 21.517 người và mật độ dân số là 19 người/km2. Tổng diện tích thị trấn là 1147,75 km2.